# Еміралі Аблаєв
Еміралі Аблаєв  (народився 11 липня, 1962 року, Дальверзин, Бекабадський район, Ташкентська область, Узбецька РСР) — колаборант з Росією, російський релігійний діяч, муфтій. 
Після окупації Криму став муфтієм в так званій «Республіці Крим», голова окупаційного «ЦРО ДУМК» з 18 березня 2014 року.

## Життєпис

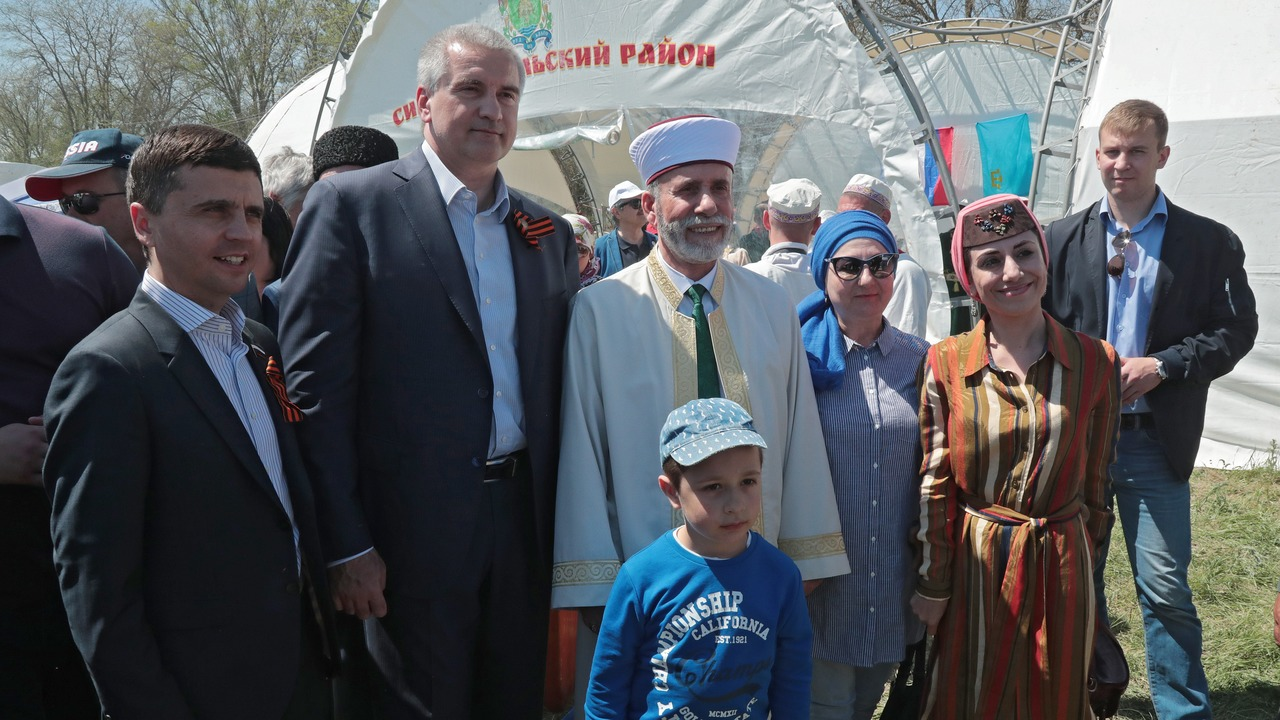
Еміралі Аблаєв поруч з Сергієм Аксьоновим та кримськотатарським колаборантом Русланом Бальбеком

Народився 11 червня 1962 року в кишлаку Дальверзин, Бекабадського району, Ташкентська область, Узбецька РСР.
Після школи працював на будівництві електромонтером.
1988 року сім'я повернулася з вигнання до Криму.
1993 року в Туреччині почав вивчати богослов'я та основи ісламу.
1995 року мусульманами села Джайлав (Золоте Поле) обраний імамом місцевої мечеті.
1998 року проходив навчання на місячних курсах імам-хатипів в Манісі, Туреччина. У 1999 році здійснив хадж разом з групою кримських паломників за запрошенням короля Саудівської Аравії.
1997 по 1999 року працював головним імамом Кіровського району АРК.
1999 року підвищив кваліфікацію на місячних курсах у Лівані.
4 грудня 1999 року на Другому Курултаї мусульман Криму обраний муфтієм мусульман Криму і головою Духовного управління мусульман Криму за пропозицією Меджлісу кримськотатарського народу.
Переобраний 17 квітня 2004 року на Третьому Курултаї, 2009 року на Четвертому Курултаї та 2014 року на П'ятому Курултаї мусульман Криму. 
24 жовтня 2023 року в тимчасово окупованому Криму муфтієм переобрали колаборанта Еміралі Аблаєва.

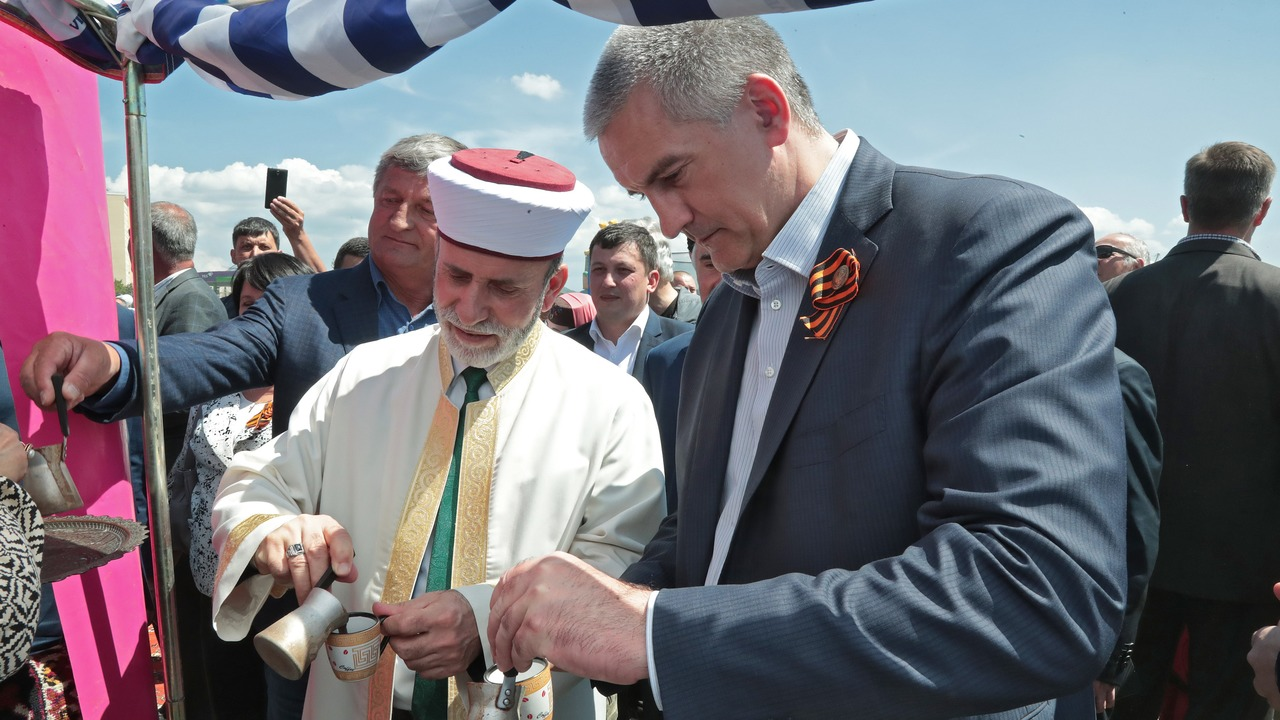
Еміралі Аблаєв поруч з головою анексованого Криму Сергієм Аксьоновим на святкуванні Хидирлез, 2019

З 18 березня 2014 року — Муфтій релігійної організації "ЦРО ДУМК" в окупованому Криму. 

### Діяльність
Виступає за повернення всіх культових об'єктів мусульман Криму, а також об'єктів культурної ісламської спадщини. Окупаційна влада РФ заявляє, що період його роботи в ДУМК було повернуто близько 80 культових об'єктів мусульман, побудовано понад 60 мечетей, а також відкриті 3 медресе. На період його керівництва припала боротьба за виділення міською окупаційною владою Сімферополя земельної ділянки під будівництво Соборної мечеті, повернення території мусульманської святині «Азізлер» в Бахчисарай. 
З 2014 року активно підтримує окупаційну політику Росії. У лютому 2018 року виступив із закликом до кримських татар взяти участь у виборах Президента РФ 18 березня 2018 року.
Підтримує будівництво Соборної мечеті в Сімферополі. Спільно з депутатом Держдуми РФ Русланом Бальбеком контролює процес будівництва. Відкриття планувалося 21 квітня 2019 року, в річницю підписання президентом РФ указу про реабілітацію репресованих народів Криму.
У вересні 2022 року, після початку мобілізації в Росії, Еміралі Аблаєв підтримав повномасштабне вторгнення. Аблаєв вітав окупацію Херсонської та Запорізької областей, організовував надсилання туди гуманітарної допомоги.

### Переслідування мусульман
Згідно даними української правозахисної групи Еміралі Аблаєв та його люди допомагали ФСБ Росії у переслідуванні кримських татар та інших українських мусульман. Переслідуванню підлягали кримські мусульмани, що сповідують салафізм, хабашизм та прихильники Хізб-ут-Тахрір.

## Кримінальні справи
У лютому 2023 року Прокуратура Автономної Республіки Крим та міста Севастополя оголосила підозру за глорифікацію агресії (ч.3 ст.436-2 КК України) та колабораційну діяльність (ч. 6 ст. 111-1 КК України).
15 квітня 2024 року Аблаєва визнано винним у колабораційній діяльності та визнанні правомірною, запереченні збройної агресії рф проти України, глорифікації її учасників (ч. 6 ст. 111-1, ч. 3 ст. 436-2 КК України), та заочно засуджено до 12 років позбавлення волі з конфіскацією майна.